# Анива (город)

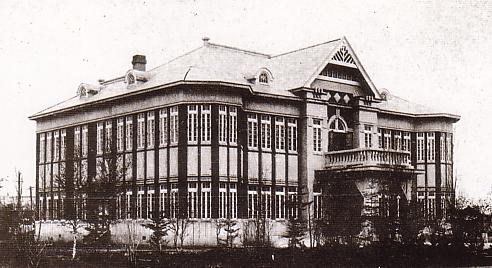
Мэрия посёлка Руутака

Ани́ва (с 1886 по 1905 — Лютога, с 1905 по 1946 — Руутака; яп. 留多加) — город в Сахалинской области России. Административный центр Анивского городского округа.

## География
Расположен на юге острова Сахалин, при впадении реки Лютоги, в бухту Лососей (залив Анива), в 37 км к югу от города Южно-Сахалинск.
Климат холодно умеренный. Среднегодовая норма осадков — 811 мм. Меньше всего осадков выпадает в мае, в среднем около 34 мм, а больше всего в сентябре, в среднем около 105 мм. Август самый тёплый месяц года, его средняя температура 17.1 ° C, а самый холодный месяц — январь, со средней температурой -11.6 ° C.

## История
Основан в 1886 г. как деревня Лютога. Название с айнского языка переводится как «дорога к морскому берегу».
В 1905 году поселение завоевано войсками Японской империи вкупе со всем Южным Сахалином. Согласно Портсмутскому договору, вместе со всей территорией о. Сахалин южнее 50-й параллели отошёл к Японии и получил название Рутака (яп. 留多加) (от айнск. rut — «морской лёд» и aka, akka — «вода» либо от лютога в японской передаче, где звук «л» заменяется на «р»).
В 1945, после возвращения сахалинских территорий — вновь в составе России. 
В 1946 получил статус города и название Анива (по заливу, на берегу которого он находится).

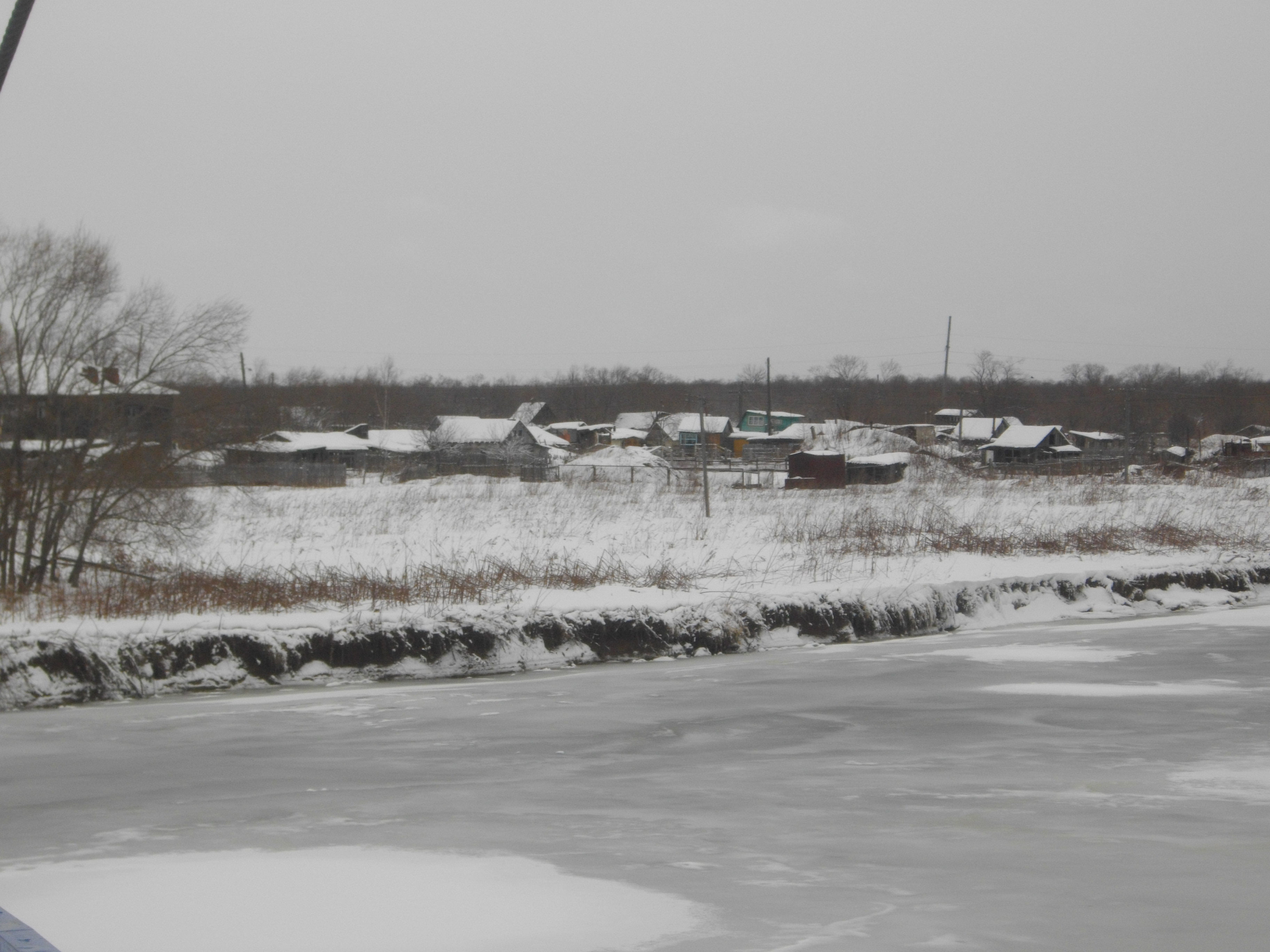
Анива

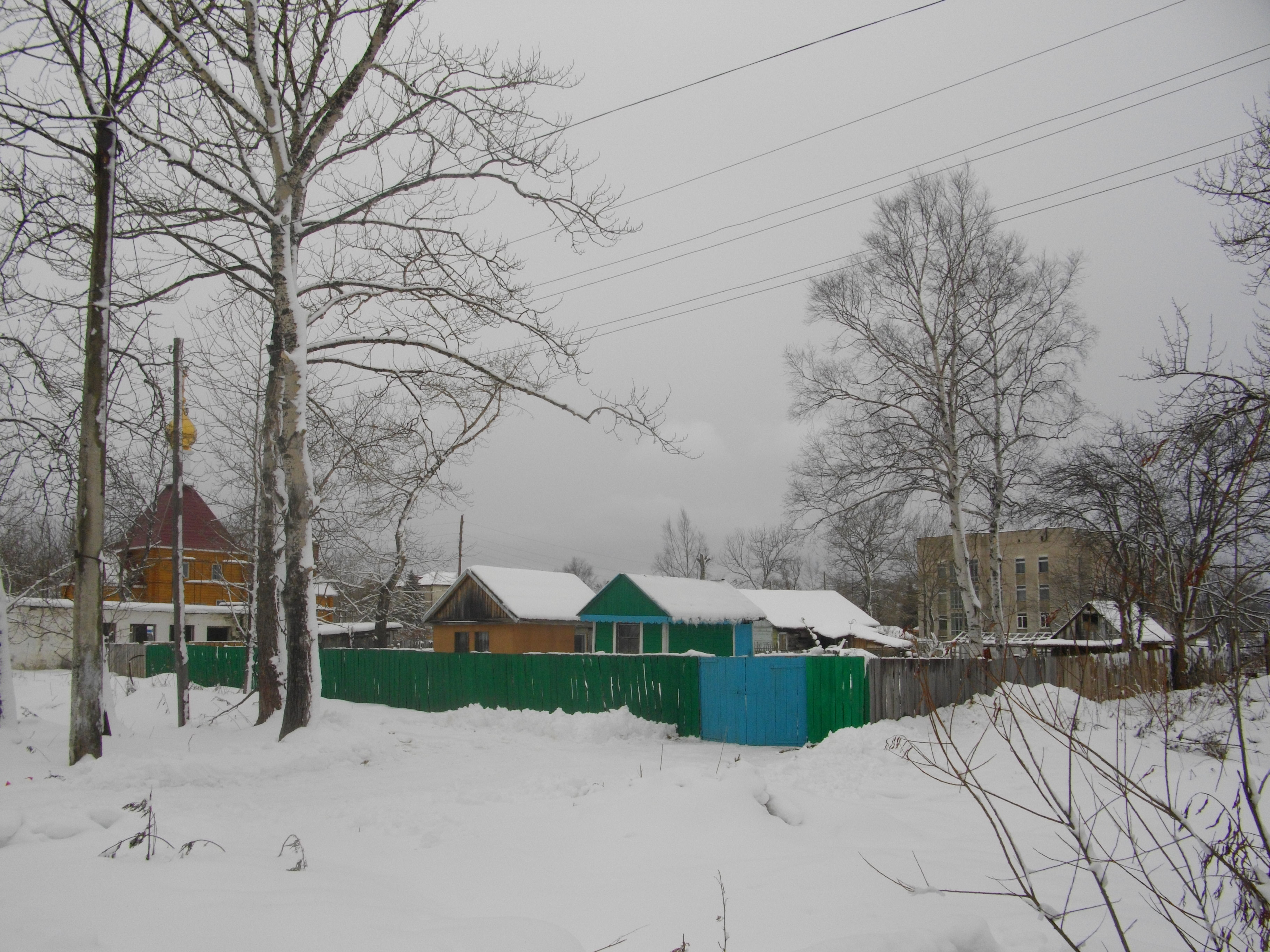
Анива

В 1963 году улица Ленина закрылась для проезда всего вида транспорта.

## Население
| 1925  | 1935  | 1959  | 1970  | 1979  | 1989  | 1996  | 1998  | 2000  |
| ----- | ----- | ----- | ----- | ----- | ----- | ----- | ----- | ----- |
| 2410  | ↗2861 | ↗5545 | ↗5859 | ↗6826 | ↗8905 | ↘8900 | ↘8700 | ↘8600 |
| 2001  | 2002  | 2005  | 2006  | 2007  | 2008  | 2009  | 2010  | 2011  |
| →8600 | ↘8084 | ↗8100 | →8100 | ↗8200 | →8200 | ↗8314 | ↗9115 | ↗9123 |
| 2012  | 2013  | 2014  | 2015  | 2016  | 2017  | 2018  | 2019  | 2020  |
| ↗9148 | ↗9170 | ↗9239 | ↗9288 | ↗9396 | ↗9430 | ↗9445 | ↘9405 | ↘9378 |
| 2021  | 2023  | 2024  |       |       |       |       |       |       |
| ↗9638 | ↘9626 | ↗9686 |       |       |       |       |       |       |

На 1 января 2025 года по численности населения город находился на 919-м месте из 1124 городов Российской Федерации.

## Инфраструктура
- Детский сад № 1 им. Ю. А. Гагарина
- Детский сад № 3 «Рябинка»
- Детский сад № 7 «Росинка»
- Детский сад № 8 «Сказка». Открыт в декабре 1973 года[4]
- Детский сад № 9 «Зелёный остров»
- Средняя общеобразовательная школа № 1 имени старшего лейтенанта Дениса Юрьевича Плотникова
- Средняя общеобразовательная школа № 2. В 1973 году получила статус средней школы[4]
- Детская школа искусств
- Дом детского творчества
- Спортивная школа
- Социально-реабилитационный центр для несовершеннолетних «Алый парус»
- Дом культуры. 4 декабря 2011 года в доме культуры открылся кинотеатр
- Центральная библиотека имени П. Н. Ромахина. Открыта в апреле 1948 года. 30 мая 2008 года библиотеке присвоено имя Павла Николаевича Ромахина[4]
- Детская библиотека[29]
- Центральная районная больница имени В. А. Сибиркина
- Газета «Утро Родины». Первый номер вышел 23 марта 1948 года. До 27 декабря 1963 года выходила в селе Новоалександровск[4].
- Анивский танковый полк. Образован 1 сентября 1963 года[4].

## Экономика
В городе расположены предприятия пищевой промышленности. Основой экономики города является рыболовство. Ведётся промышленная добыча горбуши, кеты. Ведётся добыча природного газа.
- Совхоз «Анивский» с отделениями в сёлах Высокое и Огоньки. Организован 5 августа 1958 года[4].
- Деревообрабатывающий завод промышленного комбината строительных материалов и строительных деталей. Создан 6 августа 1958 года[4].
- Анивский лесхоз. Создан 6 марта 1948 года[4].
- ООО «Аква-Стандарт». Дало первую продукцию – минеральную воду в 2003 году[4].
- ТЦ «Рассвет». Открыт 16 июня 1973 года как магазин «Универмаг»[4].
- Продовольственный магазин «Искра». Открыт 10 июля 1963 года[4].
- КБО, в котором размещаются ателье мод, мужская и дамские парикмахерские, фотоателье, пункт проката, часовая мастерская. Открыт 25 июля 1968 года[4].

## Транспорт
Город имеет развитую дорожную сеть. Автодорогами город связан с федеральной трассой А-392 Южно-Сахалинск — Холмск, селом Таранай и посёлком Песчанское. Ранее действовала грунтовая автодорога до села Соловьёвка, но в связи с разрушением нескольких мостов была закрыта, в настоящее время поднят вопрос о ремонте и восстановлении движения на данной трассе.
Имеется автобусное сообщение с Южно-Сахалинском (открыто 18 октября 1953 года) (маршрут № 111) и населёнными пунктами района: Таранай (маршрут № 102), Высокое № 103, Песчанское № 104, Новотроицкое № 117,118
В 1926—1993 годах в городе имелась железнодорожная станция Анива, ликвидированная в связи с демонтажом ветки от Дачного. Во время существования станции осуществлялось пригородное сообщение до Южно-Сахалинска.

## Люди, связанные с городом
- Закомолдин Иван Иванович (1916-1989) – участник Великой Отечественной войны, полный кавалер ордена Славы[4].